# Luis Trujillo
Luis Enrique Trujillo Ortiz (Talara, 27 de diciembre de 1990), popularmente conocido como «Talara Trujillo» es un futbolista peruano. Juega como lateral izquierdo y su equipo actual es el Atlético Torino de la Copa Perú.

## Trayectoria

### Alianza Lima
Iniciada la participación peruana sub-17 en el mundial de dicha categoría, Alianza Lima, su club, optó por subir al plantel profesional a todos sus jugadores que participaron en esa selección. Es así que Luis Trujillo empieza a entrenar con el primer equipo, logrando su debut profesional en el último partido del Torneo Clausura 2007. En dicho encuentro, Alianza le ganó 6-0 a Deportivo Municipal (que alineó a jugadores sub-20 por la negativa de los mayores a jugar debido a incumplimiento de pagos), siendo autor de 2 de los goles. En el 2009 jugó 24 partidos siendo subcampeón nacional y clasificando a la Copa Libertadores 2010.

### Sport Huancayo
Fichó en el 2017 por el Sport Huancayo, logrando clasificar a la Copa Sudamericana 2018. Venció en primera ronda a Unión Española de Santiago.

### Ayacucho FC
En 2019 jugó para Ayacucho FC, sumando 19 apariciones con la camiseta del club pero sin marcar goles.

### Cienciano
En 2020, Trujillo firmó por Cienciano, donde jugó 25 partidos y anotó 3 goles, manteniéndose como un lateral ofensivo destacado ese año.

### UTC Cajamarca
Luego, defendió los colores del UTC entre 2021 y 2023, sumando 79 partidos y 6 goles.

### Unión Comercio
Continuó su carrera en Unión Comercio durante la temporada 2024, acumulando 14 apariciones sin goles y 1 asistencia.

### Santos de Nasca
En julio de 2024, fue fichado por Santos de Nasca, donde disputó 12 partidos en la Liga 2.

### Atlético Torino
Desde marzo de 2025 juega en el Club Atlético Torino de la Copa Perú.

## Selección nacional
En el 2007 jugó el Sudamericano Sub-17 con la selección peruana, consiguiendo la clasificación para el mundial de la categoría (Corea del Sur 2007) y marcando un gol de tiro libre ante Chile. Posteriormente jugó el Mundial de Corea, en donde alternó en algunos partidos, antes de ser eliminados en cuartos de final por Ghana.
A inicios del 2009, jugó el Campeonato Sudamericano Sub-20 de Venezuela con Perú. A pesar del pobre desempeño de la selección, que no obtuvo punto alguno, Trujillo fue uno de los jugadores más regulares y llegó a anotarle un gol de tiro libre a Argentina. Días después fue convocado a la selección mayor.
En febrero del 2009, debutó en la selección mayor en un amistoso frente a El Salvador. El miércoles 10 de junio del 2009 jugó su primer partido en eliminatorias, ingresando en el primer tiempo del encuentro que Perú perdió 1-0 ante Colombia en Medellín en reemplazo de Juan Vargas.
| \| Partidos \| Fecha \| Ciudad \| Oponente \| Resultado \| Competición \| Goles \| \| -------- \| ---------- \| ----------- \| ----------- \| --------- \| -------------------------- \| ----- \| \| 1. \| 06-02-2009 \| Los Ángeles \| El Salvador \| 0–1 \| Amistoso \| 0 \| \| 2. \| 10-06-2009 \| Medellín \| Colombia \| 0–1 \| Eliminatorias Mundial 2010 \| 0 \| \| 3. \| 17-11-2010 \| Bogotá \| Colombia \| 1–1 \| Amistoso \| 0 \| \| 4. \| 02-09-2011 \| Lima \| Bolivia \| 2–2 \| Amistoso \| 0 \| \| 5. \| 05-09-2011 \| La Paz \| Bolivia \| 0–0 \| Amistoso \| 0 \| |            |             |             |           |                            |       |
| Partidos | Fecha      | Ciudad      | Oponente    | Resultado | Competición                | Goles |
| 1. | 06-02-2009 | Los Ángeles | El Salvador | 0–1       | Amistoso                   | 0     |
| 2. | 10-06-2009 | Medellín    | Colombia    | 0–1       | Eliminatorias Mundial 2010 | 0     |
| 3. | 17-11-2010 | Bogotá      | Colombia    | 1–1       | Amistoso                   | 0     |
| 4. | 02-09-2011 | Lima        | Bolivia     | 2–2       | Amistoso                   | 0     |
| 5. | 05-09-2011 | La Paz      | Bolivia     | 0–0       | Amistoso                   | 0     |

## Estadísticas

### Clubes
Actualizado el 13 de octubre de 2024.
| Club                    | Temporada     | Liga  | Liga  | Copas nacionales | Copas nacionales | Copas internacionales | Copas internacionales | Total | Total |
| Club                    | Temporada     | Part. | Goles | Part.            | Goles            | Part.                 | Goles                 | Part. | Goles |
| ----------------------- | ------------- | ----- | ----- | ---------------- | ---------------- | --------------------- | --------------------- | ----- | ----- |
| Alianza Lima · Perú     | 2008          | 12    | 1     | -                | -                | -                     | -                     | 12    | 1     |
| Alianza Lima · Perú     | 2009          | 24    | 2     | -                | -                | -                     | -                     | 24    | 2     |
| Alianza Lima · Perú     | 2010          | 23    | 2     | -                | -                | -                     | -                     | 23    | 2     |
| Alianza Lima · Perú     | 2011          | 24    | 1     | -                | -                | 1                     | -                     | 25    | 1     |
| Juan Aurich · Perú      | 2012          | 31    | 1     | -                | -                | -                     | -                     | 31    | 1     |
| Juan Aurich · Perú      | Total club    | 31    | 1     | 0                | -                | -                     | -                     | 31    | 1     |
| Alianza Lima · Perú     | 2013          | 32    | 6     | -                | -                | -                     | -                     | 32    | 6     |
| Alianza Lima · Perú     | 2014          | 32    | 2     | 0                | 0                | 2                     | -                     | 34    | 2     |
| Alianza Lima · Perú     | 2015          | 39    | 1     | 0                | 0                | 2                     | -                     | 41    | 1     |
| Alianza Lima · Perú     | 2016          | 26    | 1     | -                | -                | -                     | -                     | 26    | 1     |
| Alianza Lima · Perú     | Total club    | 212   | 16    | 0                | 0                | 5                     | 0                     | 217   | 16    |
| Sport Huancayo · Perú   | 2017          | 16    | 3     | 9                | 1                | 1                     | -                     | 26    | 4     |
| Sport Huancayo · Perú   | 2018          | 22    | 1     | 12               | -                | 3                     | 1                     | 37    | 2     |
| Sport Huancayo · Perú   | Total club    | 38    | 4     | 21               | 1                | 4                     | 1                     | 63    | 6     |
| Ayacucho F. C. · Perú   | 2019          | 19    | 0     | 2                | 0                | 0                     | 0                     | 21    | 0     |
| Ayacucho F. C. · Perú   | Total club    | 19    | 0     | 2                | 0                | 0                     | 0                     | 21    | 0     |
| Cienciano · Perú        | 2020          | 24    | 3     | -                | -                | -                     | -                     | 24    | 3     |
| Cienciano · Perú        | Total club    | 24    | 3     | 0                | 0                | 0                     | 0                     | 24    | 3     |
| UTC de Cajamarca · Perú | 2021          | 19    | 1     | 2                | 0                | 2                     | 0                     | 23    | 1     |
| UTC de Cajamarca · Perú | 2022          | 34    | 3     | 0                | 0                | 0                     | 0                     | 34    | 3     |
| UTC de Cajamarca · Perú | 2023          | 27    | 2     | 0                | 0                | 0                     | 0                     | 27    | 2     |
| UTC de Cajamarca · Perú | Total club    | 80    | 6     | 2                | 0                | 2                     | 0                     | 84    | 6     |
| Unión Comercio · Perú   | 2024          | 14    | 0     | -                | -                | -                     | -                     | 14    | 0     |
| Unión Comercio · Perú   | Total club    | 14    | 0     | -                | -                | -                     | -                     | 14    | 0     |
| Santos F. C. · Perú     | 2024          | 8     | 1     | -                | -                | -                     | -                     | 8     | 1     |
| Santos F. C. · Perú     | Total club    | 8     | 1     | -                | -                | -                     | -                     | 8     | 1     |
| Atlético Torino · Perú  | 2025          | -     | -     | -                | -                | -                     | -                     | -     | -     |
| Atlético Torino · Perú  | Total club    | 0     | 0     | -                | -                | -                     | -                     | 0     | 0     |
| Total carrera           | Total carrera | 426   | 31    | 25               | 1                | 11                    | 1                     | 462   | 33    |

## Palmarés
| Título          | Club         | País | Año  |
| --------------- | ------------ | ---- | ---- |
| Torneo del Inca | Alianza Lima | Perú | 2014 |

### Distinciones individuales
| Distinción                                                                                            | Año  |
| --- | ---- |
| Incluido en el equipo ideal del Campeonato Descentralizado según el portal periodístico DeChalaca.com | 2011 |